# SN 2011ae
SN 2011ae – supernowa typu Ia odkryta 12 lutego 2011 roku w galaktyce M-03-30-19. W momencie odkrycia miała maksymalną jasność 15,50m.